# Axel Koenders
Axel Koenders (* 28. September 1959 in Ouderkerk aan de Amstel) ist ein ehemaliger niederländischer Triathlet. Er ist vielfacher nationaler Meister im Triathlon und Wintertriathlon (1983–1989) und zweifacher Triathlon-Europameister auf der Langdistanz (1987, 1989).

## Werdegang
In den 1980er Jahren war Axel Koenders einer der stärksten Triathleten aus den Niederlanden.
Axel Koenders war vielfacher Niederländischer Meister auf der Triathlon-Langdistanz (1983, 1984, 1986, 1987, 1989) und auch im Winter-Triathlon wurde er mehrmals Staatsmeister (1983, 1984, 1985, 1986, 1987).
1987 wurde Axel Koenders Vize-Europameister auf der Triathlon-Mitteldistanz in Roth.

Beim Ironman Europe in Roth erstellte er 1988 mit seiner Siegerzeit von 8:13:11 h einen neuen Weltrekord auf der Langdistanz (3,8 km Schwimmen, 180 km Radfahren und 42 km Laufen).
1987 und erneut 1989 wurde er auch Triathlon-Europameister auf der Langdistanz. Seit 1989 tritt Axel Koenders nicht mehr international in Erscheinung.
Zwischen 1997 und 2007 war er Mitglied des niederländischen Olympischen Komitees und diente als Berater bei den Olympischen Sommerspielen 2000 und den Olympischen Winterspielen 2002 und 2006.

## Sportliche Erfolge
| Datum/Jahr    | Rang | Wettbewerb                                           | Austragungsort | Zeit     | Bemerkung                                                                                 |
| ------------- | ---- | ---------------------------------------------------- | -------------- | -------- | ----------------------------------------------------------------------------------------- |
| 30. Juli 1989 | 2    | Ironman Europe                                       | Roth           |          | Das Rennen wurde über die Halbdistanz ausgetragen.                                        |
| 30. Sep. 1989 | 1    | ETU Long Distance Triathlon European Championships   | Rødekro        | 08:26:58 | Triathlon-Europameister auf der Langdistanz                                               |
| 1989          | 3    | Almere-Triathlon                                     | Almere         | 08:35:13 |                                                                                           |
| 30. Juli 1988 | 1    | Ironman Europe                                       | Roth           | 08:13:11 | Sieger bei der Erstaustragung des Langdistanz-Triathlons in Roth – mit neuer Weltbestzeit |
| 1987          | 1    | ETU Long Distance Triathlon European Championships   | Joroinen       | 08:36:22 | Triathlon-Europameister auf der Langdistanz                                               |
| 1987          | 2    | ETU Middle Distance Triathlon European Championships | Roth           | 04:00:02 | Vize-Europameister auf der Mitteldistanz                                                  |
| 1987          | 1    | Almere-Triathlon                                     | Almere         | 08:58:46 |                                                                                           |
| 1986          | 1    | Almere-Triathlon                                     | Almere         | 09:03:24 |                                                                                           |
| 1984          | 1    | Almere-Triathlon                                     | Almere         | 09:25:41 |                                                                                           |
| 1983          | 1    | Almere-Triathlon                                     | Almere         | 09:58:27 |                                                                                           |

(DNS – Did Not Finish)